# Xã Beck-Highland, Quận Perkins, South Dakota
Xã Beck-Highland (tiếng Anh: Beck-Highland Township) là một xã thuộc quận Perkins, tiểu bang Nam Dakota, Hoa Kỳ. Năm 2010, dân số của xã này là 13 người.